# Barrett Firearms Manufacturing
Barrett Firearms Manufacturing è un'azienda statunitense che produce armi da fuoco, in particolare fucili di precisione.

## Storia
Fondata nel 1982 da Ronnie Barrett, ha sede a Murfreesboro, nel Tennessee.
Il primo modello realizzato è stato un fucile calibro .50, quello che sarebbe diventato il Barrett M82. La prima commessa per l'arma è arrivata soltanto nel 1989, da parte dell'esercito della Svezia. Subito dopo fu acquistato anche dalle forze armate degli Stati Uniti che lo utilizzarono durante la Guerra del Golfo.
L'azienda ha realizzato poi diversi altri modelli di fucile, incluso il fucile d'assalto Barrett REC7 (M468), esportando armi in oltre 50 paesi.

## Prodotti
Fucili di precisione
- Barrett M82
- Barrett M90
- Barrett M95
- Barrett M98
  - Barrett M98B
- Barrett M99
- Barrett XM109
- Barrett XM500

Fucili d'assalto
- Barrett REC7 (M468)